# Георгиевка (Кемеровская область)
Георгиевка — деревня в Тяжинском районе Кемеровской области. Входит в состав Ступишинского сельского поселения.

## География
Центральная часть населённого пункта расположена на высоте 172 метров над уровнем моря.

## Население
По данным Всероссийской переписи населения 2010 года, в деревне Георгиевка проживает 280 человек (131 мужчина, 149 женщин).